# 13699 Nickthomas
13699 Nickthomas este un asteroid din centura principală de asteroizi.

## Descriere
13699 Nickthomas este un asteroid din centura principală de asteroizi. A fost descoperit pe 18 iunie 1998 la Stația Anderson Mesa în cadrul programului LONEOS. Asteroidul prezintă o orbită caracterizată de o semiaxă mare de 2,24 ua, o excentricitate de 0,21 și o înclinație de 4,9° în raport cu ecliptica.